# 컴벌랜드 공작 조지
컴벌랜드 공작 조지(Prince George of Denmark and Norway, Duke of Cumberland)는 앤 여왕의 부군으로서, 잉글랜드 왕국, 스코틀랜드 왕국, 아일랜드 왕국, 그레이트브리튼 왕국 여왕의 부군이었다. 덴마크와 노르웨이의 국왕 프레데리크 3세와 그의 아내였던 브라운슈바이크뤼네부르크의 소피에 아말리에 사이에서 태어났다. 덴마크식 이름은 요르겐(Jørgen)이다. 1683년 영국 공주 앤과 결혼했다. 조지의 조부 크리스티안 4세는 앤의 증조모 앤 왕비의 동생으로 두 사람은 먼 친척간이었다. 1694년 처형 메리 2세가 죽고 1702년 그 남편이었던 윌리엄 3세마저 죽자 앤은 여왕으로 즉위했고 그는 여왕 부군이 되었다.

## 칭호
- 덴마크의 조지 왕자 전하 (His Royal Highness Prince George of Denmark) (1653년 4월 2일-1689년 4월 6일)
- 컴벌랜드 공작 전하 (His Royal Highness The Duke of Cumberland) (1689년 4월 6일-1708년 10월 28일)